# Coselweg (Dresden)

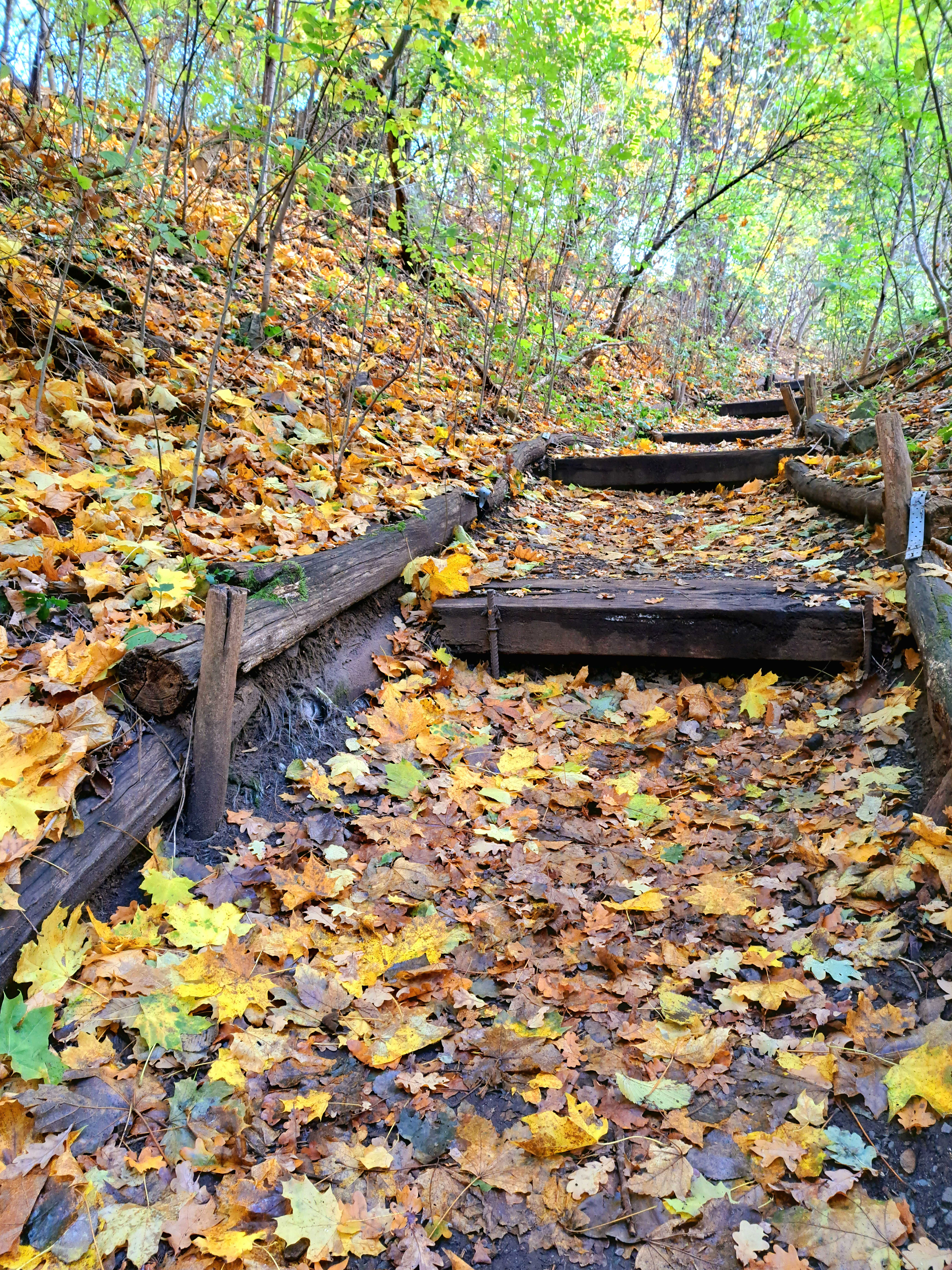
Abstieg zum Plauenschen Grund

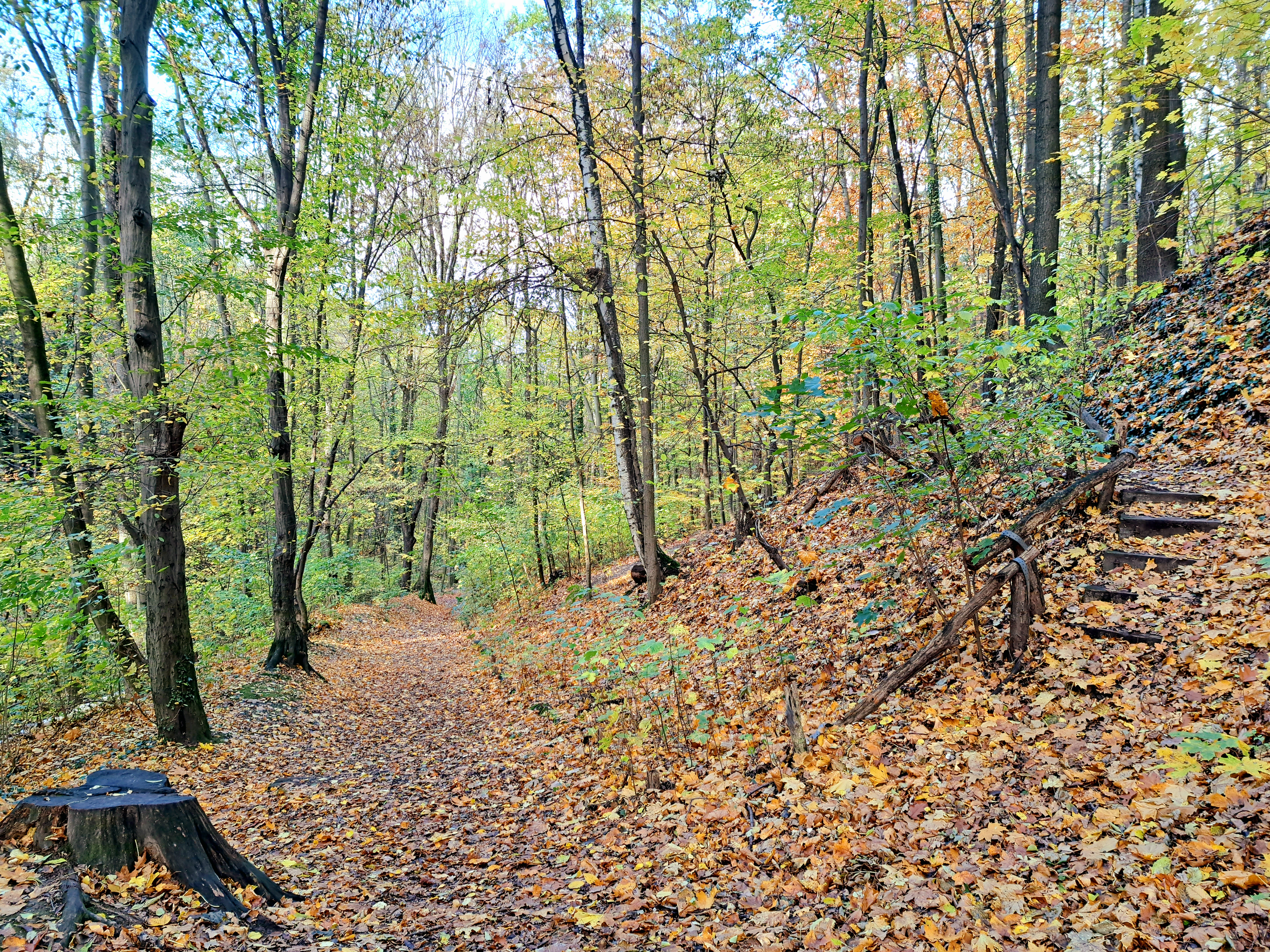
Abzweig zur Saarbrückener Straße

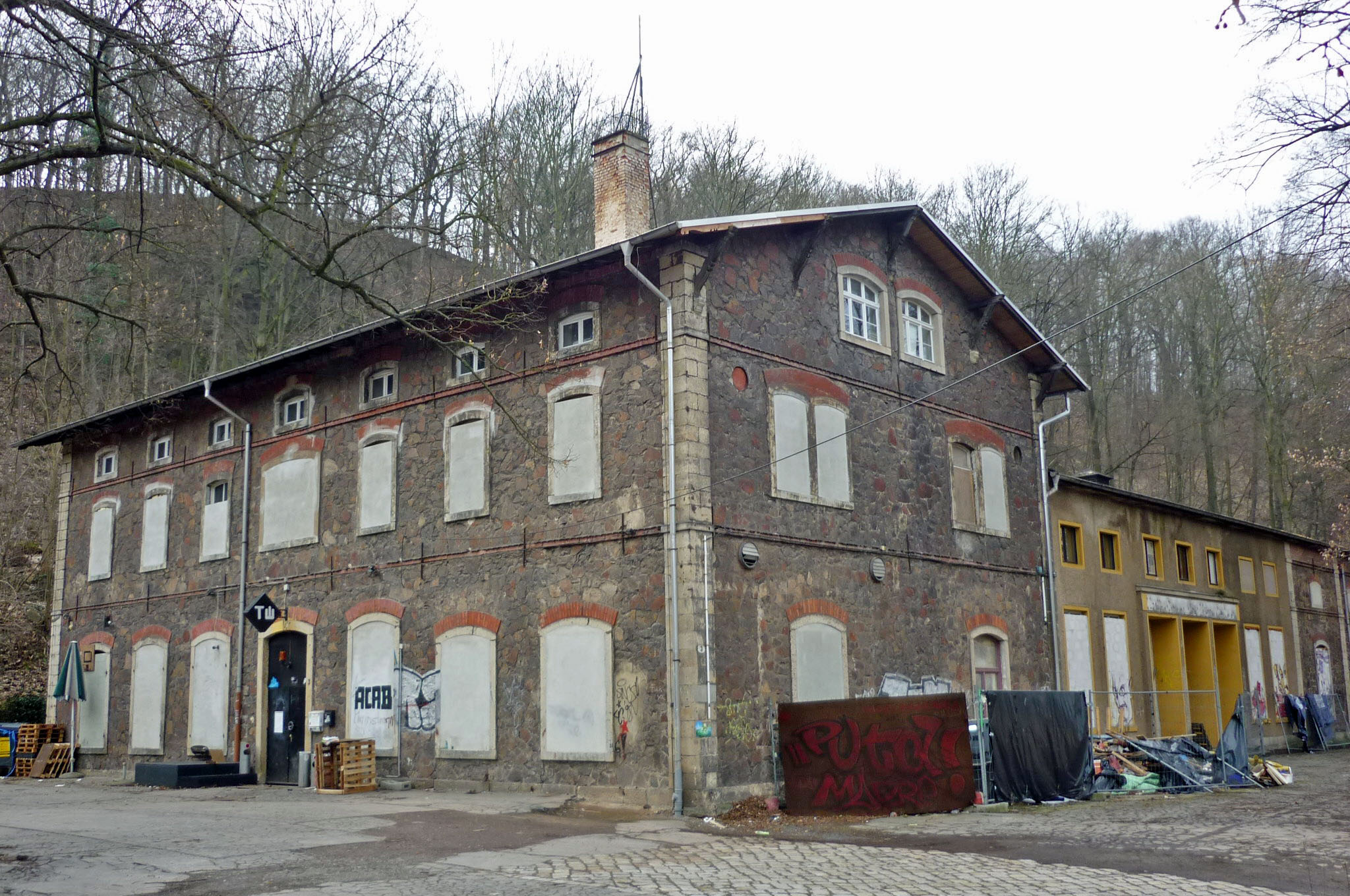
Coselweg 3, ehemalige Gaststätte, später Techno-Club Triebwerk.

Der Coselweg ist ein Weg in der sächsischen Stadt Dresden. Er befindet sich in der Gemarkung Coschütz und führt von der Straße Am Hohen Stein (270 Meter über dem Meeresspiegel) hinab ins Tal der Weißeritz und endet am Gelände der Felsenkellerbrauerei (203 m über dem Meeresspiegel). Der Weg wurde nach dem sächsischen General und Graf Friedrich August Cosel benannt, einem unehelichen Sohn der Constantia von Cosel und August dem Starken. Dieser ließ auch ein Kupferbergwerk nebst Huthaus errichten. Wegen zu wenig Ertrag wurde das Bergwerk geschlossen und das Huthaus zu einer Villa, Villa Cosel umgebaut. Weiterhin entstand von ihm das Coselpalais an der Frauenkirche und der Coselgarten mit dem Wasserpalais Cosel in Dresden-Neustadt, Holzhofgasse 12.

## Beschreibung
Der Coselweg zweigt in Coschütz von der Straße Am hohen Stein ins Weißeritztal im Plauenschen Grund ab. Zunächst führt der Weg einem Bachlauf den bewaldeten Hang steil hinab. Der Weg überwindet den Höhenunterschied mit Trittstufen zum bequemeren Laufen. Es folgt eine Abbiegungen nach rechts zur Saarbrückener Straße wieder nach Coschütz. Wenige Meter später gibt es eine weitere Abbiegung zur Saarbrückener Straße. Weiter abwärts kommt der Abzweig Reutlinger Weg welcher wieder nach Altcoschütz führt. Gut durch ein grünes Geländer zu erkennenbar. Wenige Meter abwärts werden Mauerreste linksseitig sichtbar. Diese gehörten zu dem Wirtschaftsgebäuden der Villa Cosel. Ab jetzt wird der Weg breiter und wäre sicher auch befahrbar. Wenige Meter hinter den Mauerresten erscheint links ein wild bewachsener Fleck und hier zweigt links ein Weg zu den Kleingärten ab. An dieser Stelle befand sich bis zum Jahr 1975 die Villa Cosel am Coselweg 22. Linksseitig befindet sich der Kleingartenverein Am Felsenkeller.

Der Coselweg führt nun weiter ins Tal der Weißeritz vorbei an rechtsseitig befindlichen schroffen Felsen zum Areal des Felsenkellers. Oberhalb der Weißeritz führt der Weg bereits an Stützmauern des Felsenkellerareal entlang. Ein kleiner Mauerdurchbruch zweigt rechtsseitig in den Waldpark am Felsenkeller hinauf. Dieser wurde um 1903 unmittelbar hinter der Ausflugsgaststätte Zum Felsenkeller, mit Sommerwirtschaft angelegt. Anfang der 1960er Jahre wurde die Gaststätte als Filmtheater Felsenkeller und seit 1972 als Kulturhaus der Eisenbahner genutzt. Nach der Wende im Jahr 1989 wurde das Kulturhaus am 30. 06. 1991 geschlossen. Der Park mit Kehren, Sitzbänken und Aussichtspunkten, Wasserfällen, Teich mit Fontäne und das Quellbecken Osterwasser schlängelte sich zu den Obstwiesen vor den Gebäuden der Saarbrückener Straße in Coschütz. Leider stark verfallen, sanierungsbedürftig, kaputte Stufen und defekte Stützmauern sowie die schlecht gepflegten Wege erschweren einen Rundgang. Vorbei an der nun rechts befindlichen geschlossenen Gaststätte, Coselweg 3, führt der Weg am Felsenkeller vorbei zu der Weißeritzbrücke Zum Eiswurmlager am Bahnübergang und endet dort.

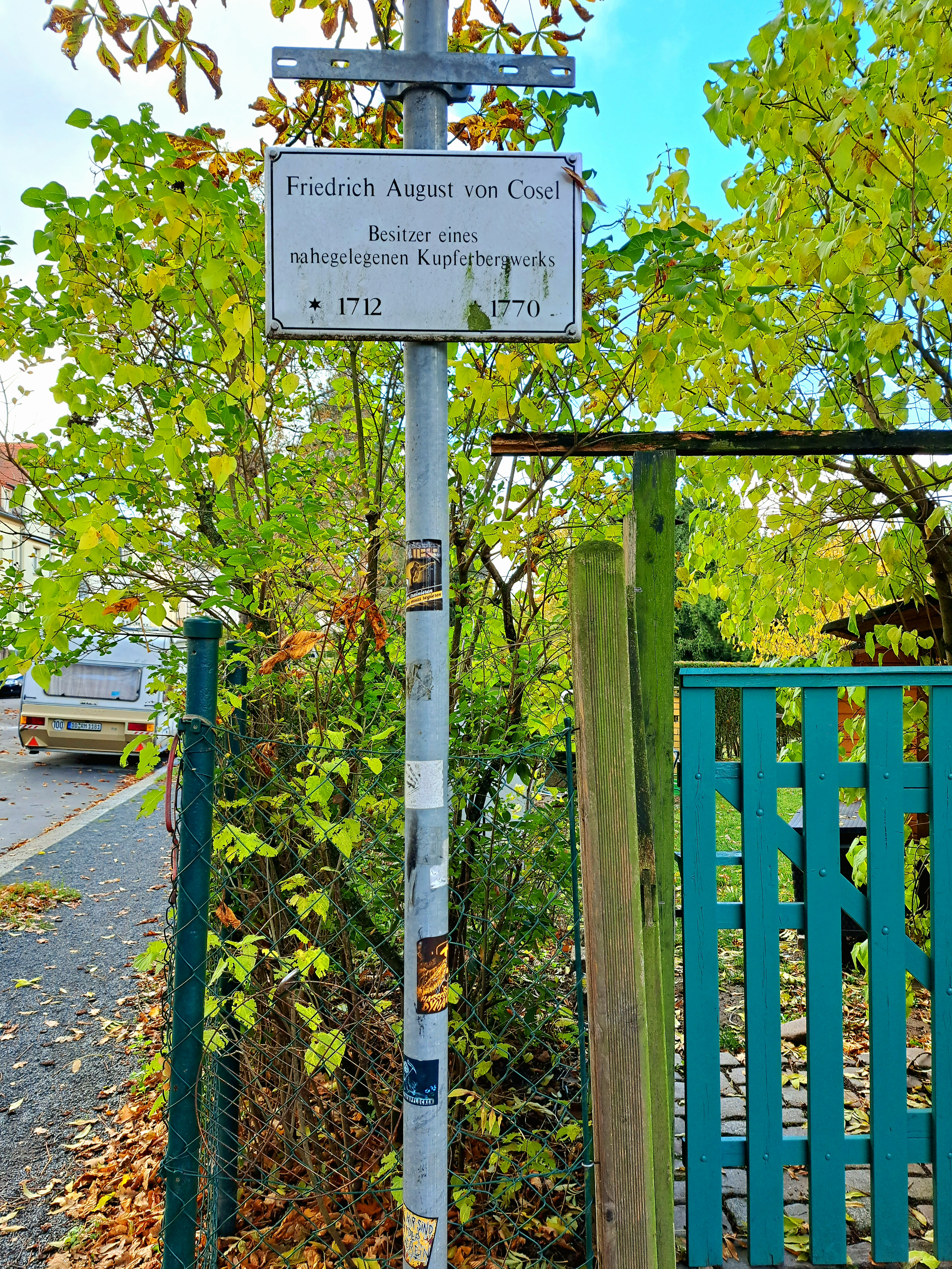
Beginn des Coselweges in Coschütz
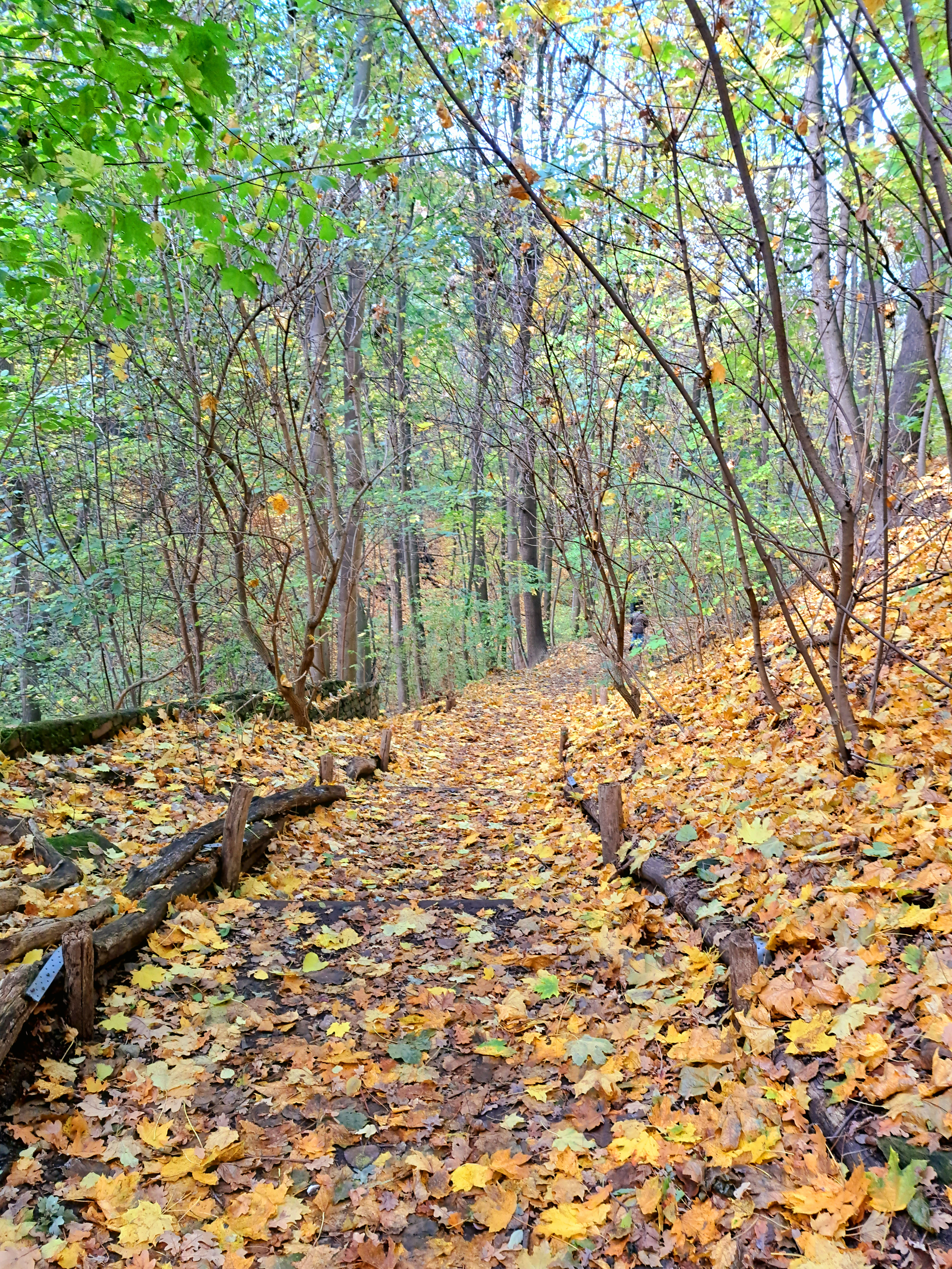
Abstieg zum Plauenschen Grund
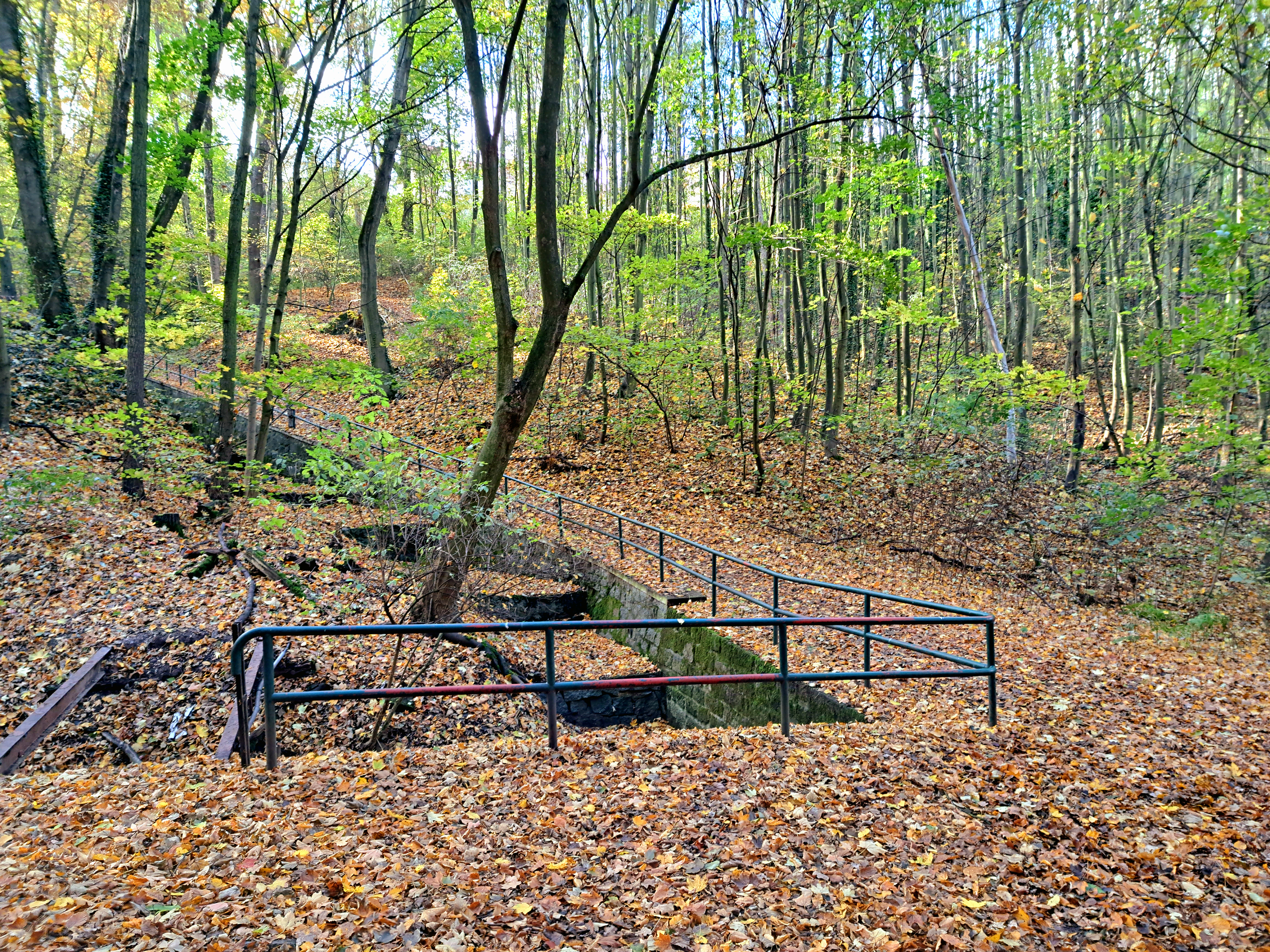
Abzweig Reutlinger Weg
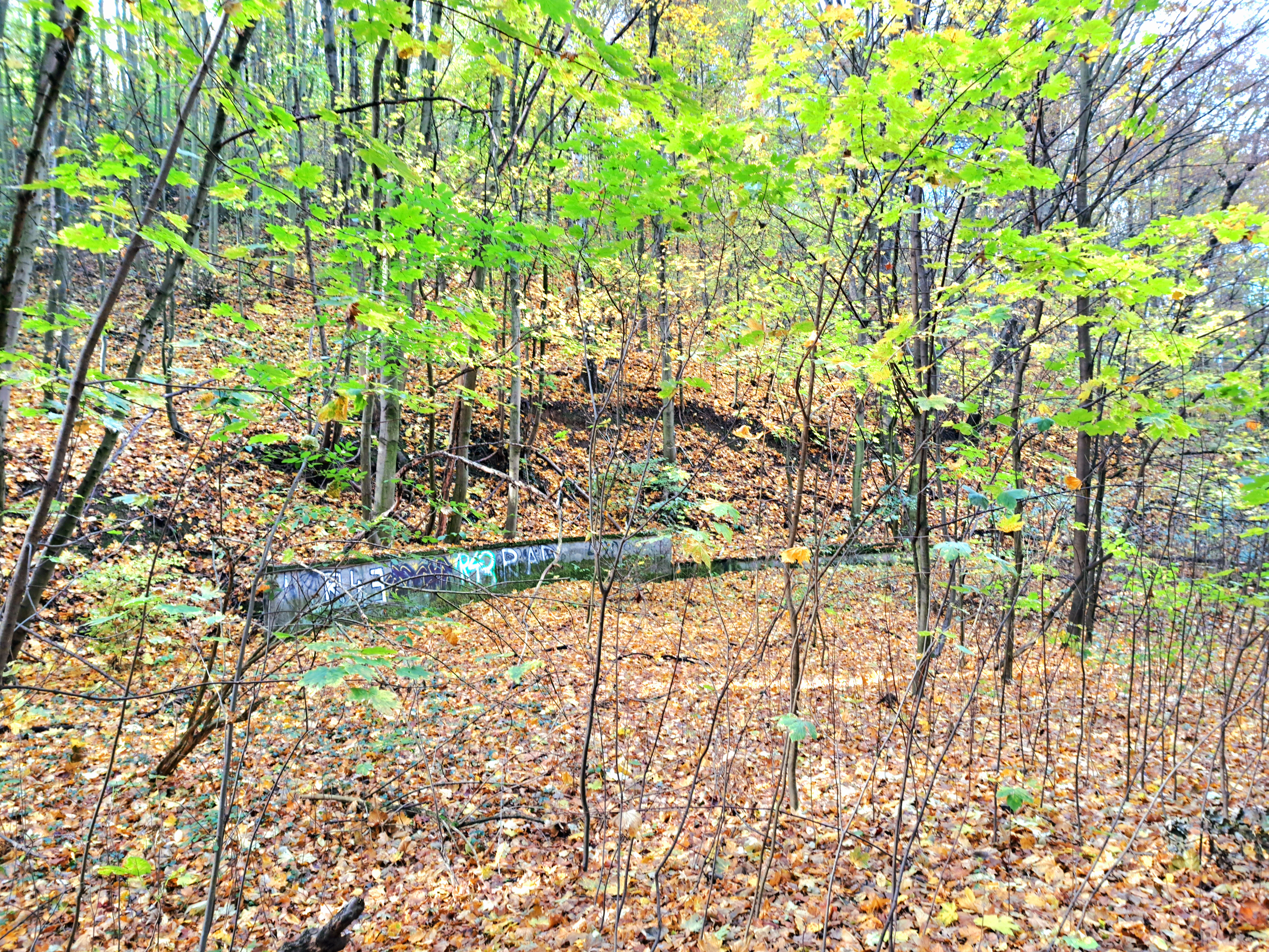
Reste der Villa Cosel
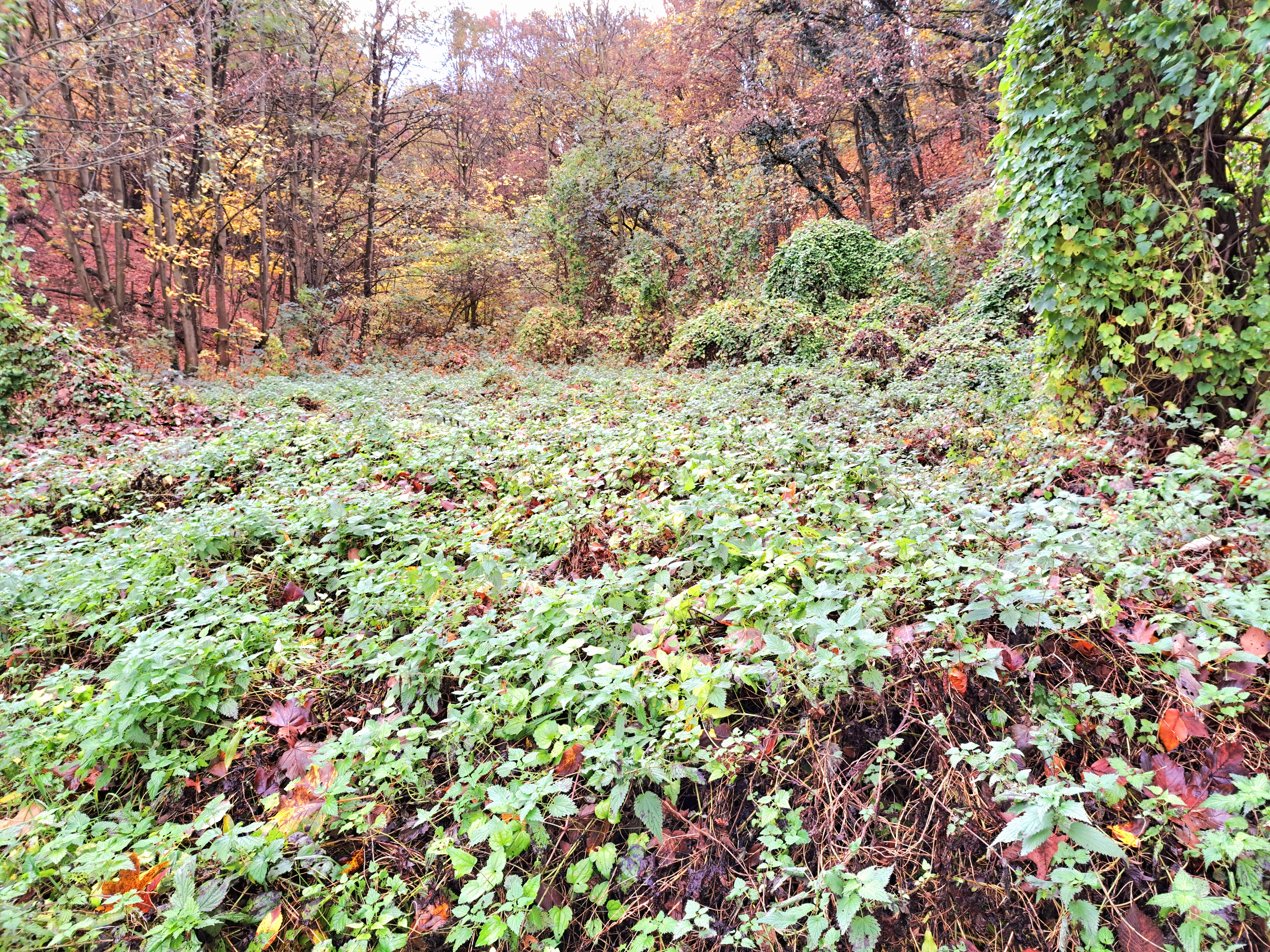
Ehemaliger Standort der Villa Cosel
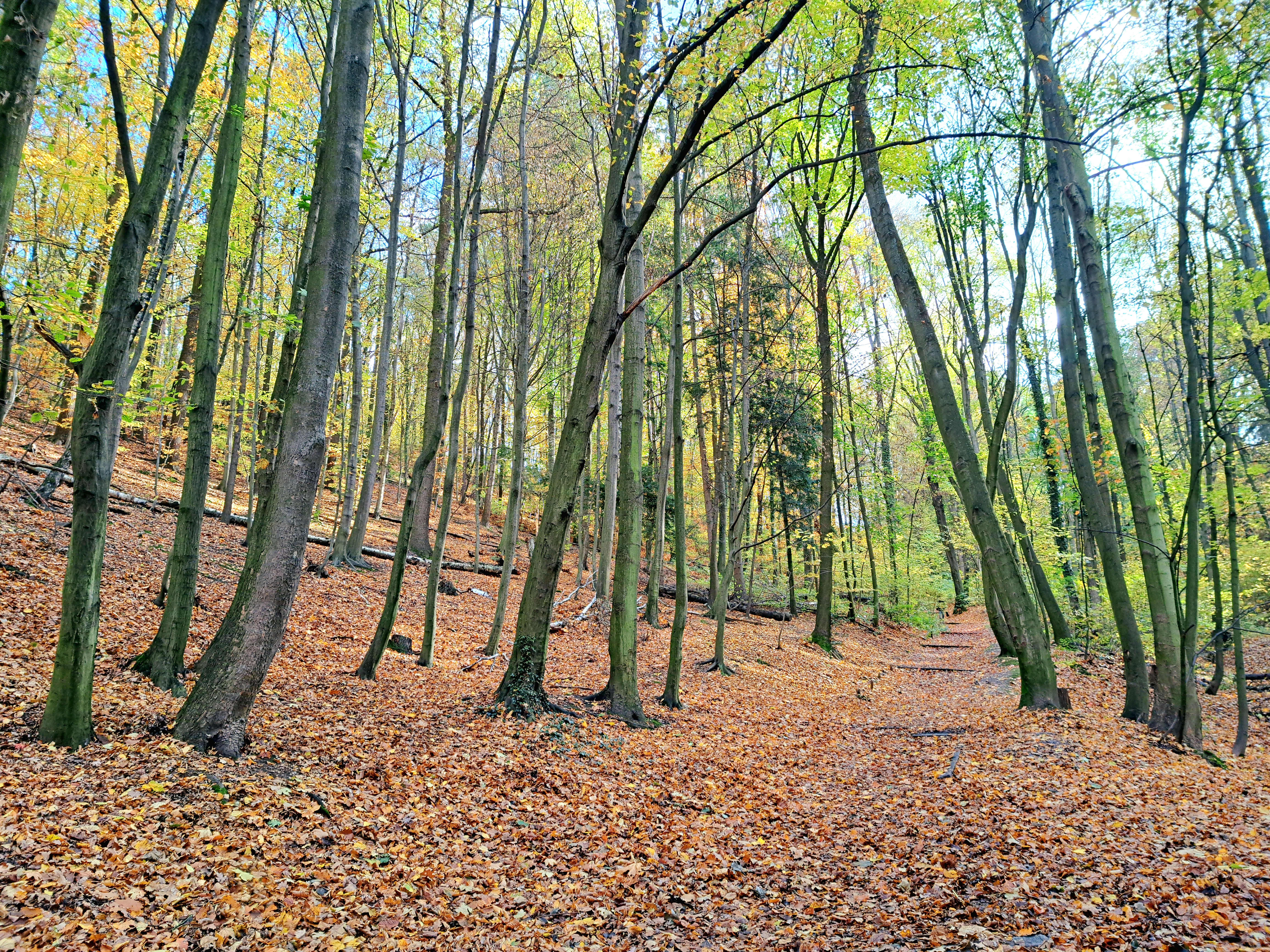
Coselweges zum Felsenkeller
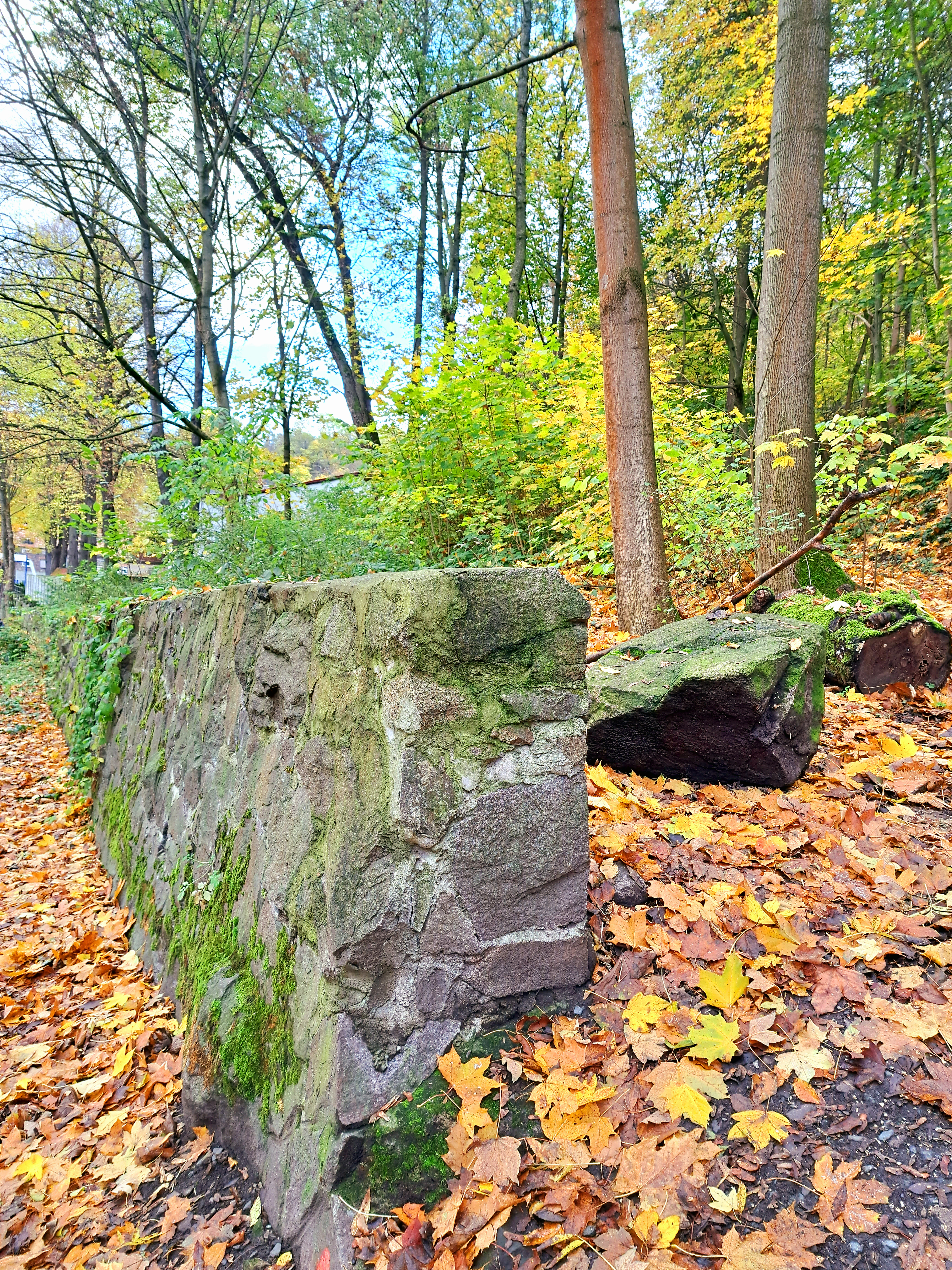
Coselwege mit Stützmauer am Felsenkeller